# Рошаль, Семён Григорьевич
Семён Григо́рьевич Роша́ль (13 (25) января 1896, Санкт-Петербург — 8 (21) декабря 1917, Яссы) — русский революционер, член РСДРП(б). Арестован румынскими властями и убит членами тайной офицерской организации в Яссах.

## Биография
Родился в Санкт-Петербурге в еврейской семье, отец Гирш Лейбович Рошаль был коммерсантом. Семья жила в Усачевом переулке, дом № 6. Учился в 10-й петербургской гимназии, был членом революционного кружка. Участвовал в собрании общеученических организаций, происходившем в декабре 1912 года в частной женской гимназии Витмера. После этого Рошаль вместе с другими был исключён из гимназии и с этого времени занимался революционной работой. В 1914 году вступил в РСДРП.
Революционную деятельность Рошаль начал в Нарвском районе Петрограда — в больничной кассе Путиловского завода. Во время Первой мировой войны работал в доме графини Паниной на Обводном канале. В это же время поступил в Психоневрологический институт, где активно работал среди студентов.
В сентябре 1915 года был мобилизован и отправлен на Северный фронт. В декабре 1915 года, отпущенный с фронта в отпуск, приехал в Петроград, где был арестован за революционную пропаганду на фронте. Находился в заключении в тюрьме «Кресты».
Освобождён из тюрьмы во время Февральской революции. Был отправлен в Кронштадт, где в марте 1917 года был избран председателем горкома РСДРП(б) и членом исполкома Кронштадтского совета. Играл ключевую роль в привлечении балтийских матросов на сторону большевиков. В июле 1917 года Рошаль был арестован правительством Керенского вместе с Л. Д. Троцким, Ф. Ф. Раскольниковым и другими и вновь заключён в «Кресты». Освобождён 26 октября (8) ноября 1917 во время Октябрьской революции.
В октябре 1917 года — комиссар сводного отряда солдат и матросов при подавлении выступления Керенского-Краснова под Петроградом.
Участник захвата Ставки Верховного Главнокомандующего и убийства генерала Н. Н. Духонина.
В декабре 1917 года был направлен Лениным в качестве комиссара Совнаркома на Румынский фронт для организации фронтового военно-революционного комитета. В ходе переговоров с командующим фронтом генералом Д. Г. Щербачёвым был арестован румынскими властями по обвинению в подготовке восстания в русской колонии в Яссах. 8 (21) декабря 1917 года был выдан членам тайной офицерской организации, действовавшей на Румынском фронте, и был последними убит при невыясненных обстоятельствах.

## Память о С. Г. Рошале
- В честь С. Г. Роша́ля был переименован посёлок Крестов Брод в Московской области (с 1940 — город).
- Имя С. Г. Роша́ля носили один из заводов, улица и до 1990 г. посёлок Мариенбург район Гатчины.
- Название Адмиралтейской набережной в 1918—1944 годах.
- Название Адмиралтейского проспекта в 1918—1944 годах.
- Название одноимённой площади в Кронштадте.
- Название одноимённой улицы в Кронштадте.
- Морской тральщик на Балтийском флоте в 1970—1994 годах.
- В сериале «Гибель империи» роль С. Г. Рошаля исполнил С.Никольский.